# Гончі пси Тіндала

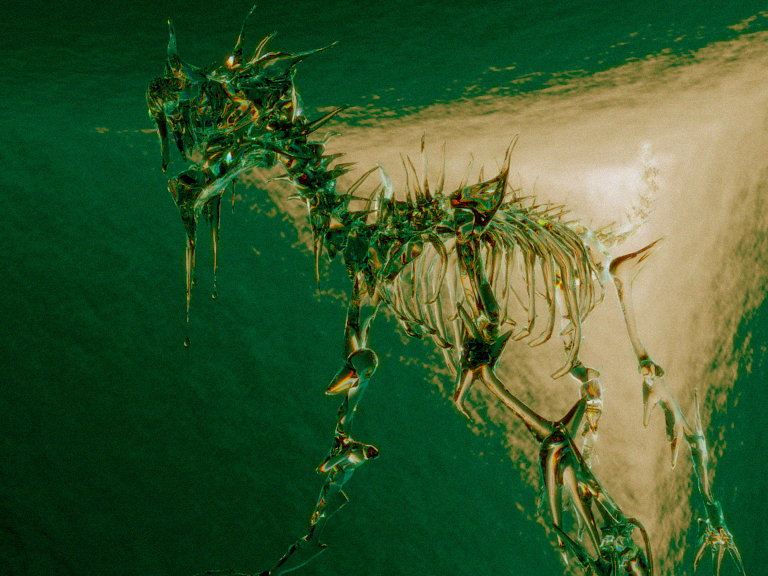
Гончак Тіндала.

Гончі пси Тіндала (англ. Hounds of Tindalos) — вигадані істоти з Міфів Ктулху. З'являються в однойменному оповіданні Френка Белкнапа Лонга. Говард Лавкрафт згадує щось схоже на гончих Тіндала у своєму оповіданні «Той, що шепоче у пітьмі».

## Опис
|  | — Ніякі слова в нашій мові не зможуть їх описати! — Раптом він заговорив пошепки. — Вони представлені туманними натяками в міфі про Падіння, а також — в непристойному вигляді на зображеннях, які іноді знаходять в старовинних рукописах. У греків було для них ім'я, яке вдало приховувало всю сутність їх мерезнності. Дерево, змій і яблуко — ось ті слабкі символи найстрашнішої таємниці. … — Усе зло Всесвіту зосереджено в їхніх худих, голодних тілах. Або, може бути, у них зовсім не було тіл? ... За ту коротку мить, що я бачив їх, мені не вдалося як слід розгледіти, і я не можу сказати точно. Але я чув, як вони дихають. Я не можу це описати, але в той момент я відчув їхнє дихання на своєму обличчі. Вони повернулись до мене, і я з криком кинувся тікати. Рятуючись від них, я пролетів мільярди років. Але все ж вони відчули мене. Люди пробуджують в них великий космічний голод. На щастя, мільйони років тому людині вдалося сховатися від того бруду і зла, які їх оточують. І тепер їм потрібне те чисте, що з'явилося в людині за час її історії під дією світлих і нічим не заплямованих сил. Справа в тому, що в нас є щось таке, що не брало участі в тому страшному діянні, яке було спочатку, і це вони ненавидять. Але не думай, що вони в буквальному прозаїчному сенсі — зло. Вони стоять поза злом і добром, як ми розуміємо ці слова. Вони — те, що на самому початку відвернулося від чистоти. І після створення світу вони стали тілами смерті, вмістилищем усього огидного і брудного. Але вони не зло в НАШОМУ розумінні цього слова, бо в сферах, де вони рухаються, немає ні думки, ні моралі, ні правих, ні неправих, ні світла, ні темряви. Там є тільки чистота і бруд. Бруд виражає себе через кут, чистота — через викривлення. Людина, його чиста частина, що постала з викривлень. Не смійся. Я говорю це в буквальному сенсі. — Слова Чалмерса в оповіданні Френка Белнапа Лонга «Гончі пси Тіндала». |

Оскільки вони мають зв'язок з просторово-часовими перетинами, вони можуть потрапити в матеріальний світ крізь кут між будь-якими двома площинами, якщо він становить 120° або менше. Коли Гонча проникає в наш світ, спочатку з кута починає куриться димок, він поступово сплітається в голову, за якою слідує й тіло. Кажуть, що якщо людина якимось чином дасть відчути себе цим створінням, гончі пси Тіндала будуть слідувати за своєю жертвою крізь простір і час безкінечно довго, поки, нарешті, не настигнуть. Мандрівники в часі ризикують привернути до себе увагу цих тварюк.

## Гончі пси Тіндала в масовій культурі
- В оповіданні «Тіндал» Джона Ліндквіста, головного героя переслідує істота на ім'я Тіндал. Вона дуже схожа на класичних гончих псів Тіндала.
- Гончі Тіндала присутні в заснованій на міфах Ктулху настільній грі «Жах Аркхема» у вигляді монстрів, що пересуваються до найближчого дослідника (гравця).
- Гонча Тіндала на ім'я «Тіндалу» (Tindaloo) у вигляді собакоподібного створіння з'являється в сатиричних коміксах «Unspeakable Vault (of Doom)» за мотивами Міфів Ктулху. Тіндалу — домашня собака Ктулху і час від часу поводить себе як грайливе щеня.
- У Final Fantasy X-2 вовкоподібні примарні створіння носять ім'я «Тіндал».
- Текст пісні «All Nightmare Long» гурту Metallica навіяний міфами про псів Тіндала.